# Bahnstrecke Świecie nad Wisłą–Złotów
| |                                                         |                                                                                                   |                                                                                                   |
| Streckennummer: | 240                                                     |                                                                                                   |                                                                                                   |
| Kursbuchstrecke: | 115c Kujan (Kujan) – Złotów (Flatow (Grenzmark)) (1934) |                                                                                                   |                                                                                                   |
| Streckenlänge: | 109,378 km                                              |                                                                                                   |                                                                                                   |
| Spurweite: | 1435 mm (Normalspur)                                    |                                                                                                   |                                                                                                   |
| Streckengeschwindigkeit: | 40 km/h                                                 |                                                                                                   |                                                                                                   |
| |                                                         |                                                                                                   |                                                                                                   |
| \| \| 0,000 \| Świecie nad Wisłą (Schwetz/Schwetz (Weichsel)[1]) \| 43 m \| \| \| \| Anschluss \| \| \| \| \| Wda (Schwarzwasser) \| \| \| \| 2,517 \| Świecie Przechowo (Schönau Mühle/Mühle Schönau) \| 28 m \| \| \| \| Landesstraße 91 \| \| \| \| \| Anschluss Mondi Świecie (Streckennr. 847) \| \| \| \| 4,531 \| Abzweig Konopat \| 40 m \| \| \| \| Schnellstraße 5 \| \| \| \| \| von Laskowice Pomorskie (Laskowitz) \| \| \| \| \| \| \| \| \| 6,785 \| Terespol Pomorski (Terespol/Terzelwald) \| 61 m \| \| \| \| nach Bydgoszcz (Bromberg) \| \| \| \| \| Anschluss Brennerei \| \| \| \| 13,255 \| Poledno (Poledno/Poleden) \| 93 m \| \| \| \| Anschluss Brennerei \| \| \| \| 18,047 \| Bukowiec Świecki (Bukowitz/Hasenmühl) \| 98 m \| \| \| 25,519 \| Świekatowo Wschodnie (Mendenau) \| 104 m \| \| \| \| Wierzchucin–Bydgoszcz (Lindenbusch–Bromberg) \| \| \| \| 33,036 \| Bruchniewo (Seebruch) \| 96 m \| \| \| 36,486 \| Klonowo nad Brdą (Brahrode/Klondorf) \| 96 m \| \| \| \| Brda (Brahe)/Stausee von Koronowo \| \| \| \| \| von Tuchola (Tuchel) \| \| \| \| 45,190 \| Pruszcz Bagienica (Prust-Bagnitz) \| 120 m \| \| \| \| nach Koronowo (Crone an der Brahe) \| \| \| \| 50,498 \| Mała Klonia (Klonia/Klohnacker) \| 136 m \| \| \| \| Landesstraße 25 \| \| \| \| 54,444 \| Obodowo (Obendorf) \| 130 m \| \| \| 59,157 \| Sośno Sępoleńskie (Soßnow/Sassenau) \| 130 m \| \| \| 66,254 \| Ostrówek (Schönweiher) \| 125 m \| \| \| 70,151 \| Pęperzyn (Pempersin) \| 122 m \| \| \| \| von Nakło nad Notecią (Nakel) \| \| \| \| 76,832 \| Więcbork (Vandsburg) \| 120 m \| \| \| \| nach Chojnice (Konitz) \| \| \| \| 82,603 \| Zakrzewska Kolonia (Seefelde/Seefelde (Kr Zempelburg)) \| 115 m \| \| \| 89,055 \| Sypniewo (Sypniewo/Wilckenwalde) \| 129 m \| \| \| 93,911 \| Dorotowo (Dorotheenhof) \| 117 m \| \| \| \| \| \| \| \| \| Woiwodschaften Kujawien-Pommern und Großpolen, 1920–1939 Polen/Deutsches Reich (Strecke unterbr.) \| \| \| \| \| \| \| \| \| 98,383 \| Kujan (Kujan) \| 116 m \| \| \| 102,762 \| Nowa Święta (Neu Schwente) \| 115 m \| \| \| \| von Chojnice (Konitz) \| \| \| \| 109,378 \| Złotów (Flatow (Westpr.)/Flatow (Grenzm Pos-Westpr)) \| 116 m \| \| \| \| \| \| \| \| \| nach Płytnica (Plietnitz) \| \| \| \| \| nach Piła (Schneidemühl) \| \| |                                                         |                                                                                                   |                                                                                                   |
| Kopfbahnhof Streckenanfang (Strecke außer Betrieb) | 0,000                                                   | Świecie nad Wisłą (Schwetz/Schwetz (Weichsel))                                                    | 43 m                                                                                              |
| Abzweig geradeaus und nach links (Strecke außer Betrieb) |                                                         | Anschluss                                                                                         | Anschluss                                                                                         |
| Brücke über Wasserlauf |                                                         | Wda (Schwarzwasser)                                                                               | Wda (Schwarzwasser)                                                                               |
| Blockstelle | 2,517                                                   | Świecie Przechowo (Schönau Mühle/Mühle Schönau)                                                   | 28 m                                                                                              |
| Strecke mit Straßenbrücke |                                                         | Landesstraße 91                                                                                   | Landesstraße 91                                                                                   |
| Abzweig geradeaus und von links |                                                         | Anschluss Mondi Świecie (Streckennr. 847)                                                         | Anschluss Mondi Świecie (Streckennr. 847)                                                         |
| Blockstelle | 4,531                                                   | Abzweig Konopat                                                                                   | 40 m                                                                                              |
| Brücke |                                                         | Schnellstraße 5                                                                                   | Schnellstraße 5                                                                                   |
| Strecke quer · Kreuzung geradeaus oben · Strecke von rechts |                                                         | von Laskowice Pomorskie (Laskowitz)                                                               | von Laskowice Pomorskie (Laskowitz)                                                               |
| Abzweig geradeaus und von links · Strecke nach rechts |                                                         |                                                                                                   |                                                                                                   |
| Bahnhof | 6,785                                                   | Terespol Pomorski (Terespol/Terzelwald)                                                           | 61 m                                                                                              |
| Abzweig ehemals geradeaus und nach links |                                                         | nach Bydgoszcz (Bromberg)                                                                         | nach Bydgoszcz (Bromberg)                                                                         |
| Abzweig geradeaus und von rechts (Strecke außer Betrieb) |                                                         | Anschluss Brennerei                                                                               | Anschluss Brennerei                                                                               |
| Bahnhof (Strecke außer Betrieb) | 13,255                                                  | Poledno (Poledno/Poleden)                                                                         | 93 m                                                                                              |
| Abzweig geradeaus und nach links (Strecke außer Betrieb) |                                                         | Anschluss Brennerei                                                                               | Anschluss Brennerei                                                                               |
| Bahnhof (Strecke außer Betrieb) | 18,047                                                  | Bukowiec Świecki (Bukowitz/Hasenmühl)                                                             | 98 m                                                                                              |
| Bahnhof (Strecke außer Betrieb) | 25,519                                                  | Świekatowo Wschodnie (Mendenau)                                                                   | 104 m                                                                                             |
| Kreuzung geradeaus oben (Strecke geradeaus außer Betrieb) |                                                         | Wierzchucin–Bydgoszcz (Lindenbusch–Bromberg)                                                      | Wierzchucin–Bydgoszcz (Lindenbusch–Bromberg)                                                      |
| Bahnhof (Strecke außer Betrieb) | 33,036                                                  | Bruchniewo (Seebruch)                                                                             | 96 m                                                                                              |
| Bahnhof (Strecke außer Betrieb) | 36,486                                                  | Klonowo nad Brdą (Brahrode/Klondorf)                                                              | 96 m                                                                                              |
| Brücke über Wasserlauf (Strecke außer Betrieb) |                                                         | Brda (Brahe)/Stausee von Koronowo                                                                 | Brda (Brahe)/Stausee von Koronowo                                                                 |
| Abzweig geradeaus und von rechts (Strecke außer Betrieb) |                                                         | von Tuchola (Tuchel)                                                                              | von Tuchola (Tuchel)                                                                              |
| Bahnhof (Strecke außer Betrieb) | 45,190                                                  | Pruszcz Bagienica (Prust-Bagnitz)                                                                 | 120 m                                                                                             |
| Abzweig geradeaus und nach links (Strecke außer Betrieb) |                                                         | nach Koronowo (Crone an der Brahe)                                                                | nach Koronowo (Crone an der Brahe)                                                                |
| Bahnhof (Strecke außer Betrieb) | 50,498                                                  | Mała Klonia (Klonia/Klohnacker)                                                                   | 136 m                                                                                             |
| Brücke (Strecke außer Betrieb) |                                                         | Landesstraße 25                                                                                   | Landesstraße 25                                                                                   |
| Bahnhof (Strecke außer Betrieb) | 54,444                                                  | Obodowo (Obendorf)                                                                                | 130 m                                                                                             |
| Bahnhof (Strecke außer Betrieb) | 59,157                                                  | Sośno Sępoleńskie (Soßnow/Sassenau)                                                               | 130 m                                                                                             |
| Bahnhof (Strecke außer Betrieb) | 66,254                                                  | Ostrówek (Schönweiher)                                                                            | 125 m                                                                                             |
| Bahnhof (Strecke außer Betrieb) | 70,151                                                  | Pęperzyn (Pempersin)                                                                              | 122 m                                                                                             |
| Abzweig ehemals geradeaus und von links |                                                         | von Nakło nad Notecią (Nakel)                                                                     | von Nakło nad Notecią (Nakel)                                                                     |
| ehemaliger Bahnhof | 76,832                                                  | Więcbork (Vandsburg)                                                                              | 120 m                                                                                             |
| Abzweig ehemals geradeaus und nach rechts |                                                         | nach Chojnice (Konitz)                                                                            | nach Chojnice (Konitz)                                                                            |
| Bahnhof (Strecke außer Betrieb) | 82,603                                                  | Zakrzewska Kolonia (Seefelde/Seefelde (Kr Zempelburg))                                            | 115 m                                                                                             |
| Bahnhof (Strecke außer Betrieb) | 89,055                                                  | Sypniewo (Sypniewo/Wilckenwalde)                                                                  | 129 m                                                                                             |
| Bahnhof (Strecke außer Betrieb) | 93,911                                                  | Dorotowo (Dorotheenhof)                                                                           | 117 m                                                                                             |
| |                                                         |                                                                                                   |                                                                                                   |
| Grenze (Strecke außer Betrieb) |                                                         | Woiwodschaften Kujawien-Pommern und Großpolen, 1920–1939 Polen/Deutsches Reich (Strecke unterbr.) | Woiwodschaften Kujawien-Pommern und Großpolen, 1920–1939 Polen/Deutsches Reich (Strecke unterbr.) |
| |                                                         |                                                                                                   |                                                                                                   |
| Bahnhof (Strecke außer Betrieb) | 98,383                                                  | Kujan (Kujan)                                                                                     | 116 m                                                                                             |
| Bahnhof (Strecke außer Betrieb) | 102,762                                                 | Nowa Święta (Neu Schwente)                                                                        | 115 m                                                                                             |
| Abzweig ehemals geradeaus und von rechts |                                                         | von Chojnice (Konitz)                                                                             | von Chojnice (Konitz)                                                                             |
| Bahnhof | 109,378                                                 | Złotów (Flatow (Westpr.)/Flatow (Grenzm Pos-Westpr))                                              | 116 m                                                                                             |
| Abzweig geradeaus und ehemals nach links · Strecke von rechts (außer Betrieb) |                                                         |                                                                                                   |                                                                                                   |
| Strecke quer (außer Betrieb) · Kreuzung geradeaus oben (Querstrecke außer Betrieb) · Strecke nach rechts (außer Betrieb) |                                                         | nach Płytnica (Plietnitz)                                                                         | nach Płytnica (Plietnitz)                                                                         |
| Strecke |                                                         | nach Piła (Schneidemühl)                                                                          | nach Piła (Schneidemühl)                                                                          |

Die Bahnstrecke Świecie nad Wisłą–Złotów (Schwetz–Flatow) ist eine nicht mehr im Personenverkehr betriebene und annähernd komplett stillgelegte Eisenbahnstrecke in den Woiwodschaften Kujawien-Pommern und Großpolen.

## Verlauf und Zustand

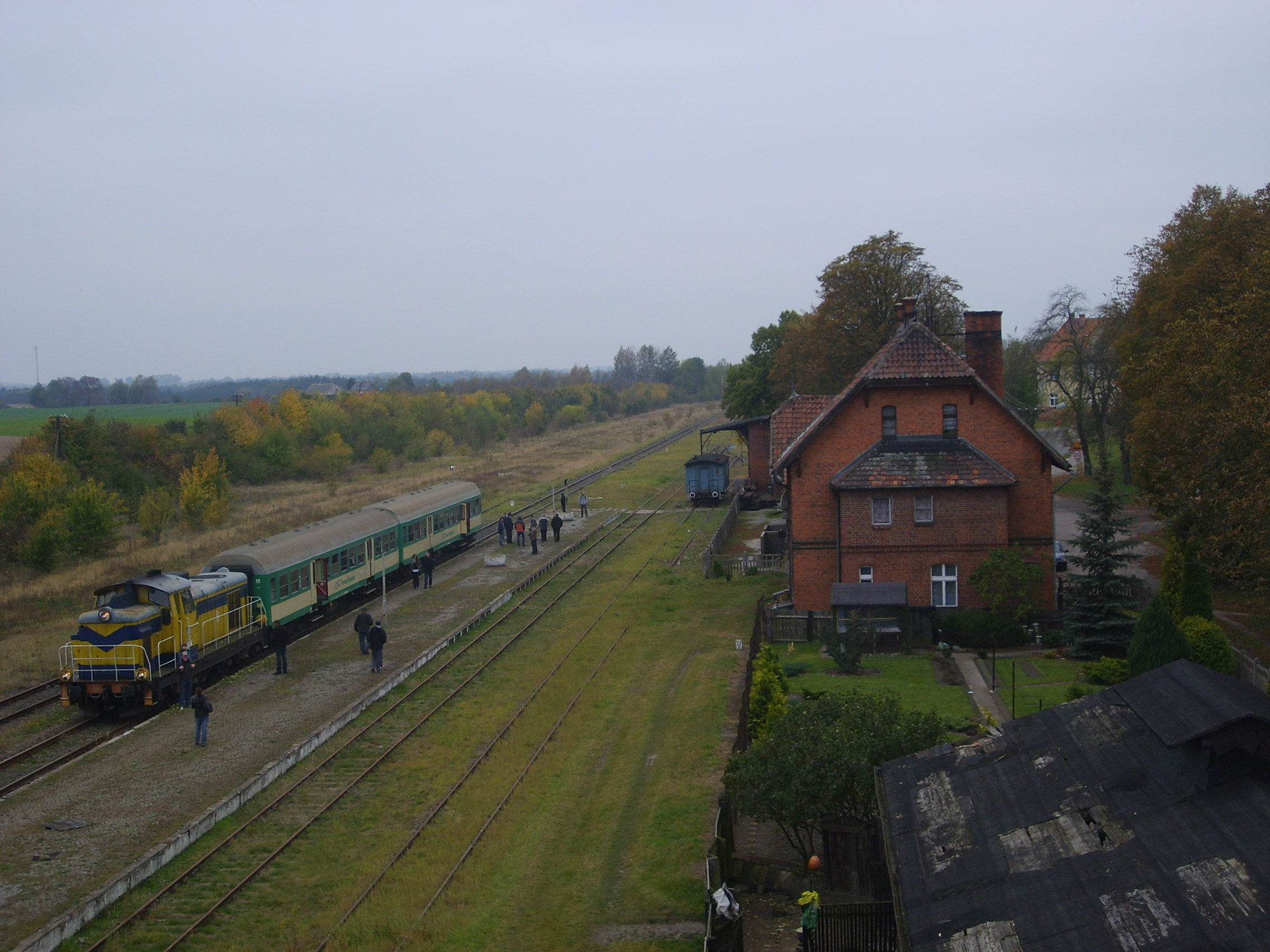
Bahnhof Pruszcz-Bagienica (2011)

Die Strecke begann im Bahnhof Świecie nad Wisłą (Schwetz/Schwetz [Weichsel]) und verlief westwärts über Terespol Pomorski (Terespol/Terzelwald; km 6,875) an der Bahnstrecke Chorzów–Tczew, die Kreuzung ohne Bahnhof mit der Bahnstrecke Nowa Wieś Wielka–Gdynia bei Świekatowo, Pruszcz-Bagienica (Prust-Bagnitz; km 45,190) an der Bahnstrecke Tuchola–Koronowo und Więcbork (Vandsburg; km 76,832) an der Bahnstrecke Oleśnica–Chojnice nach Złotów (Flatow [Westpreußen]/Flatow [Grenzmark Posen-Westpreußen]; km 109,378) an der Bahnstrecke Tczew–Küstrin-Kietz Grenze, das auch Endpunkt der Bahnstrecke Deutsch Krone–Flatow war.
Die Strecke ist und war eingleisig und nicht elektrifiziert und ist nur zwischen dem Kilometer 1,680 und dem Kilometer 8,356 mit zwanzig bis vierzig Kilometern pro Stunde Höchstgeschwindigkeit befahrbar.

## Geschichte
Die Strecke wurde 1888–1909 von den Königlich Preußischen Staatseisenbahnen eröffnet: Zuerst wurde am 1. September 1888 der knapp sieben Kilometer lange Abschnitt von Schwetz, einer Stadt von über sechstausend Einwohnern, nach Terespol an der seit 1852 bestehenden Strecke Bromberg–Danzig in Betrieb genommen. Als nächster folgte am 2. Oktober 1906 der Abschnitt von Vandsburg an der Strecke Nakel–Konitz nach Flatow (Westpreußen) an der Strecke Konitz–Schneidemühl, einem Teil der Hauptstrecke der Königlich Preußischen Ostbahn. Der Mittelteil von Terespol nach Vandsburg folgt am 18. Juni 1909.
1914 verkehrten zwischen Schwetz und Terespol acht Züge pro Tag und Richtung, zwischen Terespol und Flatow vier. Nach dem Ersten Weltkrieg und dem Vertrag von Versailles verlief zwischen Kujan und Dorotheenhof die neue deutsch-polnische Grenze, die Strecke wurde unterbrochen, 1936 verkehrten auf deutscher Seite zwei Zugpaare täglich bis Kujan. Nach der deutschen Besetzung Polens 1939 wurde die Strecke wieder vervollständigt, wie sie auch danach an die Polnischen Staatseisenbahnen übergingen.
1993 wurde der Personenverkehr zwischen Pruszcz-Bagienica und Złotów eingestellt, 1994 der zwischen Terespol Pomorski und Pruszcz-Bagienica und 1996 der zwischen Świecie nad Wisłą und Terespol Pomorski. Bis auf einen kurzen Abschnitt bei Terespol Pomorski wurde die Strecke danach stillgelegt.